# قرابصي إبراهيم
قرابصي إبراهيم (1911 - 1956)، أحد شهداء وقادة الثورة الجزائرية في مدينة عين مليلة، يُعتبر رفقة الشهيد بومنجل موسى قادة المجموعة الثانية التي فجرت الثورة بذات المدينة بعد القاء القبض على المجموعة الأولى التي كُلفت من طرف القيادة العليا للولاية التاريخية الأولى

## نشأته وتعليمه
ولد قرابصي إبراهيم يوم 25 جانفي 1911 بمشتة الركنية، عين مليلة ولاية أم البواقي، من عائلة ميسورة الحال كانت تشتغل في الفلاحة، والده يُدعى محمد الشريف وأمه خديجة قرابصي، ينحدر كلاهما من العرش الشاوي اولاد جحيش.
أدخله أبوه منذ صباه إلى الكتّاب لتعلم القرآن، وعند بلوغه سن التمدرس التحق بالمدرسة الإبتدائية بمدينة عين مليلة التي تحصل منها على الشهادة الإبتدائية الفرنسية، سافر بعد ذلك لمواصلة تعليمه الثانوي في مدينة سكيكدة أين بدأ يلاحظ ظلم الاستعمار الفرنسي وسياسات التفريق بين الجزائريين والمعمرين الفرنسيين، فنشأ في نفسه كره الاستعمار وبدأت شخصية المتمرد الثائر تتشكل فيه، فالتحق ببعض الجمعيات الوطنية هناك، وهذا كان سببا في طرده من الثانوية قبل تحصله على الشهادة منها

## نشاطه السياسي
عاد إلى مسقط رأسه والتحق بالفريق الرياضي لمدينة عين مليلة لكنه لم يغادر النضال السياسي أبدا فقد كان في نفس الوقت مناضلا في حزب الشعب و داعما فعّالا لبعض الجمعيات الوطنية بنفس المدينة.
رُشِح من طرف حزب الشعب لمنصب نائب بالبرلمان الفرنسي الذي فاز فيه بعد الانتخابات ضد بعض المعمرين الفرنسيين، الشيء الذي لم تستسغه الإدارة الفرنسية ولا خصومه السياسيين على حد سواء، فتم تلفيق تهمة التزوير بحقه أين أُرغِم على الاستقالة بعد ذلك ودخل السجن.
بعد خروجه من السجن، تولى منصب رئيس الفريق الرياضي لمدينة عين مليلة، وكان من المساهمين في تكوين ميدان سباق الخيل بنفس المدينة حيث كان يتمتع بشعبية كبيرة آنذاك في وسط المجتمع المليلي وهو ما ساعده بعد ذلك في البروز كقائد وعضو فعّال في الثورة بذات المدينة

## دوره أثناء الثورة
قبيل اندلاع ثورة الفاتح من نوفمبر تمكنت السلطات الفرنسية بمدينة عين مليلة بمساعدة بعض الخونة من إلقاء القبض على المجموعة الكاملة المكلفة بتفجير الثورة مما أدى إلى تأخير انطلاقها بالمدينة إلى التاسع من نوفمبرعوض ليلة الفاتح من نفس الشهر.
بخبرته في النضال السياسي وشعبيته الكبيرة أخذ الشهيد قرابصي إبراهيم على عاتقه مهمة إنقاذ الثورة فكان من ضمن الأوائل الذين التحقوا بالعمل الثوري حيث قام رفقة الشهيد بومنجل موسى بتشكيل المجموعة الثانية التي تُعتبر المجموعة الفعلية التي فجّرت الثورة بمدينة عين مليلة و نواحيها بعد فشل المجموعة الأولى.

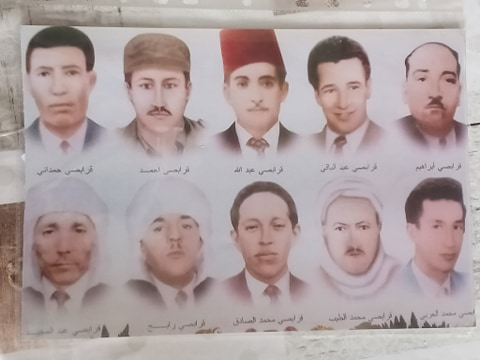
أبرز شهداء عائلة قرابصي المجاهدة

### أعضاء المجموعة الثانية المفجرة للثورة بمدينة عين مليلة
- قرابصي إبراهيم (عين مليلة)
- بومنجل موسى (عين مليلة)
- قواجلية خليفة (عين مليلة)
- شيبان عمارة (عين مليلة)
- حمادي الربعي (عين مليلة)
- راحم إبراهيم المدعو بولحية (عين فكرون)
- شامخي موسى (سيقوس)
- بوشاقور محمود (عين كرشة)
- بوقرن الخميسي (عين كرشة)
- بوطرفة صالح (سيقوس)

اتفقت المجموعة على أن يقوم كل فرد فيها بتجنيد أقاربه وسكان منطقته تحضيرا لإنطلاق الثورة بالمدينة يوم 09 نوفمبر 1954، حيث كان الكل يجتمع بقيادة الشهيدين قرابصي وبومنجل في منزل حمادي الربعي (الرحى) الذي يقع مقابل حمام الزادي سابقا بمدينة عين مليلة.
كما استطاع الشهيد أيضا وفي مهمة نوعية اقناع بعض الضباط بتهريب السلاح من الثكنة العسكرية بتلاغمة .. أين قام بنفسه بالإشراف على إرسالها إلى القيادة العليا بالولاية الأولى.

## إلقاء القبض عليه واستشهاده

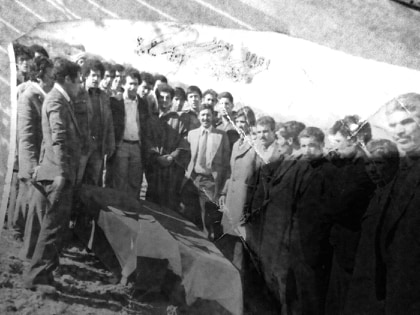
يوم استخراج رفات المجاهدين قرابصي و بومنجل من جبل الحانوت

بدأت السلطات الفرنسية بمدينة عين مليلة تشُك بانتمائه للثورة فقامت بمراقبة تحركاته، لكن جبهة التحرير علمت بذلك فتم تحذيره وطلبت منه الهروب لتونس لكنه رفض المغادرة وفضل مواصلة العمل الثوري.
تمت الوشاية به من طرف بعض الخونة ليتم اعتقاله في شهرجوان 1956 رفقة صديقه بومنجل واقتيادهم لمركز الدرك بنفس المدينة أين استشهدا تحت التعذيب يوم 01 نوفمبر 1956 و تم التنكيل بجثتيهما ونقلها إلى جبل الحانوت بضواحي مدينة عين كرشة أين تم رميها داخل منجم قديم.
بعد الاستقلال، وفي عام 1976 عُثِر على جثتيهما وتم دفنهما في مقبرة الشهداء بعد جنازة مهيبة